# Junus
Junus – w polskim przekładzie Jonasz (arab. ‏يونس‎, Yūnus) – 10. sura Koranu. Została objawiona w Mekce. Tak jak pozostałe sury z okresu mekkańskiego, ten rozdział podkreśla prawdę monoteizmu i mówi wiele o jedności Boga.

## Pochodzenie nazwy

Yunus w kaligrafii arabskiej

Nazwa sury wywodzi się z wersetu 98.
W tłumaczeniu Józefa Bielawskiego:
„Gdyby znalazło się choć jedno miasto, które by uwierzyło i któremu pomogłaby jego wiara, oprócz ludu Jonasza! Kiedy oni uwierzyli, odsunęliśmy od nich karę hańby w życiu na tym świecie i pozwoliliśmy im używać do pewnego czasu”.
W tłumaczeniu Musy Çaxarxana Czachorowskiego:
„Gdyby tylko było jakieś miasto, którego mieszkańcy uwierzyliby i którym pomogłaby ich wiara, oprócz ludu Jonasza! Kiedy oni uwierzyli, wybawiliśmy ich od kary hańbiącej w życiu doczesnym i pozwoliliśmy im korzystać z niego do pewnego czasu”.
Podobnie jak w przypadków nazw większości sur w Koranie nazwa Junus nie opisuje tematu całej sury. Jest swego rodzaju słowem-kluczem, którego zwyczajowo używano, aby odróżnić tę surę od innych.
Tytułowy Junus to ta sama postać co biblijny prorok Jonasz.

## Główne wątki i postaci w surze Junus
- Stworzenie świata
- Ziemia jest pełna znaków potwierdzających istnienie Boga-Stworzyciela
- Rodzaj ludzki był w przeszłości jedną społecznością, jednak jej członkowie się poróżnili.
- Allah, a fałszywe bożki
- zachowane ciało Faraona znakiem dla ludzkości
- Musa (Mojżesz)
- Nuh (Noe)
- Harun (Aaron)[3]